# Iglesia de San Lorenzo Mártir (Valle de Abdalajís)
La Iglesia de San Lorenzo Mártir es un templo cristiano de la localidad de Valle de Abdalajís, en la provincia de Málaga, España. Terminó de construirse en 1559 y formó parte del palacio del Conde de los Corbos, fundadores de la villa de Abdalajís.

## Arquitectura
El edificio posee planta de cruz latina y se compone de tres naves (una principal y dos laterales de menor altura) que acaban en el transepto. Las naves laterales se separan de la central por una serie de arcadas de medio punto, culminando en un crucero de planta cuadrada sobre el que descansa una bóveda sujeta por pechinas frecuente en la época de construcción. El ábside tiene un remate cuadrangular, y no semicircular como solía construirse en la época. El edificio disponía de dos puertas de acceso, una situada en el frontal del edificio y otra en la nave izquierda, con salida a Calle Alameda. Esta última fue tapiada durante los años cuarenta, cuando el edificio se sometió a importantes obras. 
La fachada principal posee una composición atípica. En ella se encuentra la torre-campanario de tres cuerpos cerrada con un tejado a cuatro aguas situada en el lateral derecho. La entrada se produce a través de una escalinata de piedra y está enmarcada por un arco de medio punto de mampostería en caliza, sobre el que se sitúa un frontón roto sujeto por dos pilastras. En el centro del frontón se establece una ventana que da luz al coro, situado sobre la pronaos. Una vez dentro del templo, a la derecha de la entrada se sitúa el acceso al campanario y a la izquierda se encuentra una pequeña habitación que pudo ejercer las veces de baptisterio.
Como deferencia a la donación del conde de los Corbos para el pueblo, la iglesia abrió dos tribunas, una que daba al Sagrario y otra a la nave central, ambas en el lateral derecho, eliminadas también en las obras antes comentadas.

## Imaginería
El altar mayor está presidido por un crucifijo por encima del sagrario, y a sus lados dos motivos de la Natividad y la huida a Egipto. A los laterales del ábside, tenemos presidiendo la Imagen del Resucitado, adquirida en 2001, y a su lado el camarín de la Virgen de los Dolores, patrona de la localidad. En el otro lateral, dando inicio a la nave, se encuentra la imagen de Madre Petra de San José, natural de Valle de Abdalajís, beatificada en 1994. En la nave central del templo se encuentra las imágenes de San Lorenzo Mártir, patrón del pueblo, San José, la Virgen del Carmen y Santa Rita. En la nave lateral derecha figura el Padre Jesús Nazareno con el Cireneo, que procesionan el Jueves Santo por la localidad.
Otras obras de imaginería presentes en el templo son la de María Inmaculada, la de la Virgen del Rosario y San Isidro Labrador.
Sobre las pechinas del crucero se sitúan cuatro cuadros del siglo XVIII que representan a los cuatro evangelistas.